# Dyneiny
Dyneiny – rodzina białek motorycznych obecnych w komórkach eukariotycznych mających zdolność do poruszania się w kierunku bieguna ujemnego mikrotubul. Wraz z kinezynami, które poruszają się w kierunku końca(+), biorą udział w wielu ważnych procesach zachodzących w komórce m.in. podziale komórkowym, transporcie wewnątrzkomórkowym (transport pęcherzykowy, transport organelli) oraz poruszaniu się (np. ruch rzęskowy).
Dyneiny można podzielić na dwie klasy: dyneiny cytoplazmatyczne oraz dyneiny rzęskowe.
Podobnie jak wszystkie białka motoryczne dyneiny zawierają ATPazę i poprzez hydrolizę ATP uwalniają energię niezbędną do ruchu (zmiany konformacji).